# Salutació vulcaniana

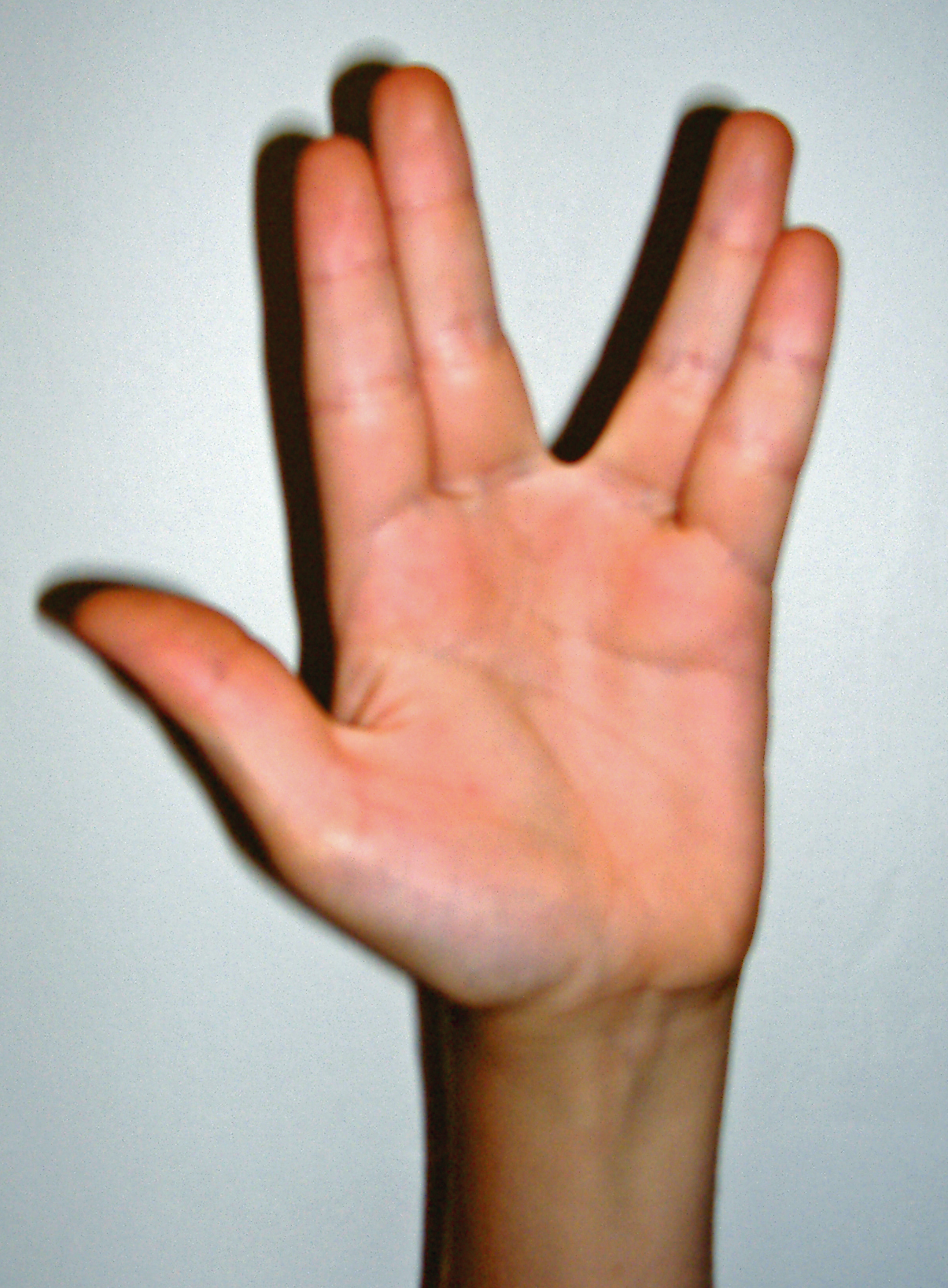
Salutació vulcaniana.

La salutació vulcaniana és una salutació creada per la sèrie de ciència-ficció Star Trek. La utilitzen els vulcanians i sol anar acompanyada amb la frase llarga vida i prosperitat. La salutació és amb el palmell obert, dits junts, separant en àmplia "V" els dits cordial i anular. Va aparèixer el 1967 en l'inici de la segona temporada de la sèrie original en el capítol Amok Time.
La "salutació" de Vulcan va ser ideat per Leonard Nimoy, qui va interpretar el personatge mig vulcà Mr. Spock a la sèrie de televisió original de Star Trek. Una entrevista del 1968 al New York Times va descriure el gest com una "versió amb dos dits del signe de victòria de Churchill". Nimoy va dir en aquesta entrevista que ell "va decidir que els vulcans eren un poble "orientat a la mà"".
A la seva autobiografia de 1975, I Am Not Spock, Nimoy, que era jueu, va escriure que la va basar en la Benedicció sacerdotal realitzada pel jueu Kohanim amb les dues mans, polze a polze en aquesta mateixa posició, que representa la lletra hebrea Shin (ש en escriptura quadrada). , o paleohebreu 𐤔), que té tres traços cap amunt semblants a la posició del polze i els dits en el gest. La lletra Shin aquí significa El Shaddai, que significa "Totpoderós (Déu)", així com Shekhinah i Shalom. Nimoy va escriure que quan era nen, el seu avi el va portar a una sinagoga ortodoxa, on va veure com es feia la benedicció i va quedar impressionat.
Altres sovint saludaven Nimoy amb el signe Vulcà, que es va fer tan conegut que el juny de 2014 El caràcter emoji s'ha afegit a la versió 7 de l'estàndard Unicode com a U+1F596 🖖 mà aixada amb part entre el dits mitjà i el dit anular. (L'anotació Common Locale Data Repository de l'emoji té un nom curt en anglès americà "salut vulcà" i paraules clau "dit", "mà", "spock" i "vulcà" [tots minúscula].)
EUA El president Barack Obama va fer referència a la salutació de Vulcà en la seva declaració sobre la mort de Nimoy, anomenant-la "el signe universal de 'Viu llargament i prospera'". L'endemà, l'astronauta de la NASA Terry W. Virts va publicar una foto al seu Twitter de l'Estació Espacial Internacional que mostra la salutació (amb la Terra al fons) quan l'ISS va passar per on va créixer Nimoy – Boston, Massachusetts, Estats Units.

## Curiositats
- A la pel·lícula Ice Age: L'edat de gel el nadó humà fa el gest al trobar-se amb un ovni congelat.
- En futurama es veu el cap de Leonard Nimoy i es dedica un capítol a aquest tema on es recrea la salutació.
- Buzz Lightyear dona la salutació a Woody a la pel·lícula Toy Story de 1995.
- A la pel·lícula La màquina del temps, el virtual bibliotecari Vox-114 fa la salutació quan Alexander Hartdegen el deixa.
- A la pel·lícula La terminal, de Steven Spielberg amb Tom Hanks el gest es fa com una acceptació de matrimoni.

## Galeria d'imatges

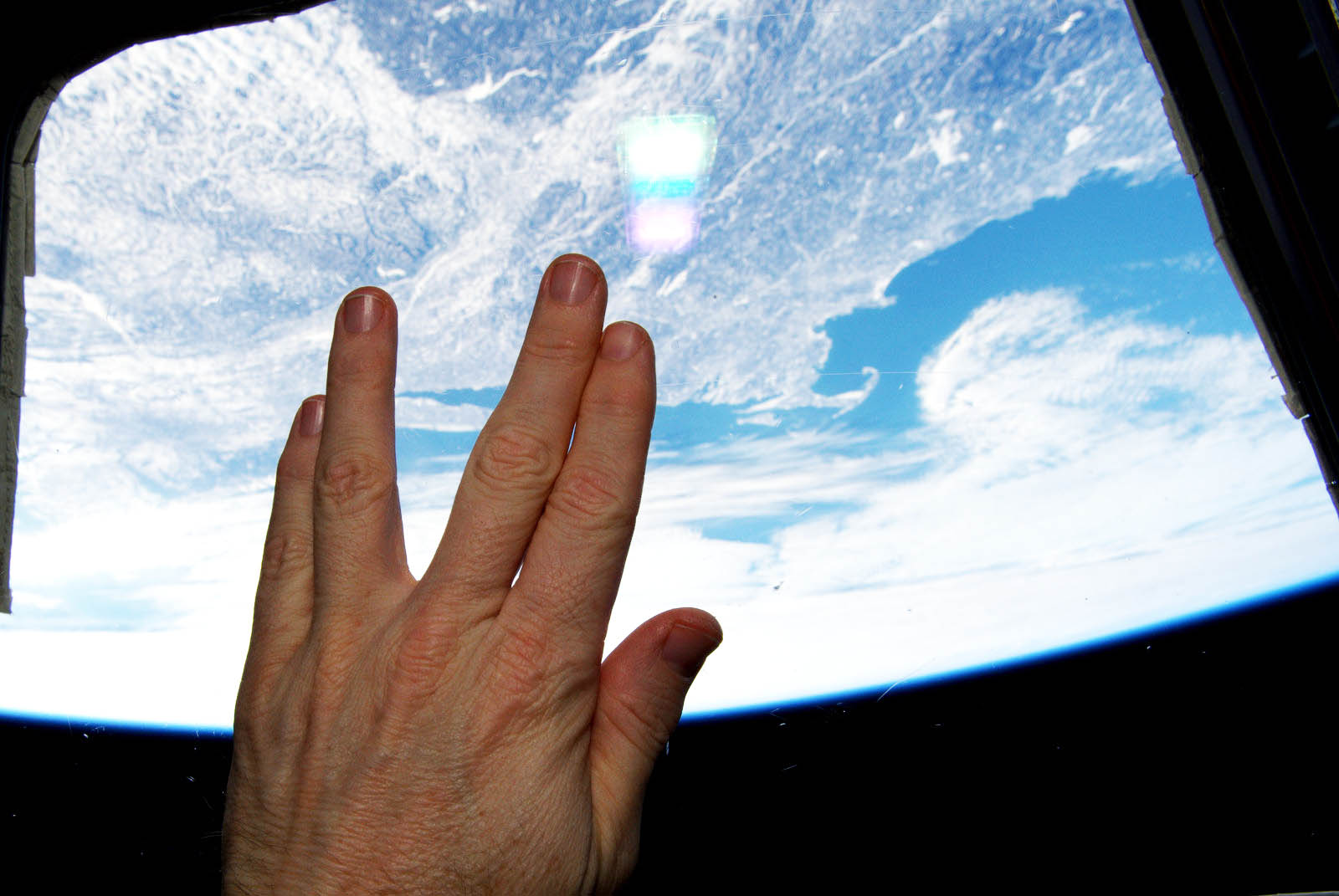
Virts fa la salutació vulcaniana a Boston, Massachusetts, la ciutat natal de Leonard Nimoy, després de saber de la mort de Nimoy.
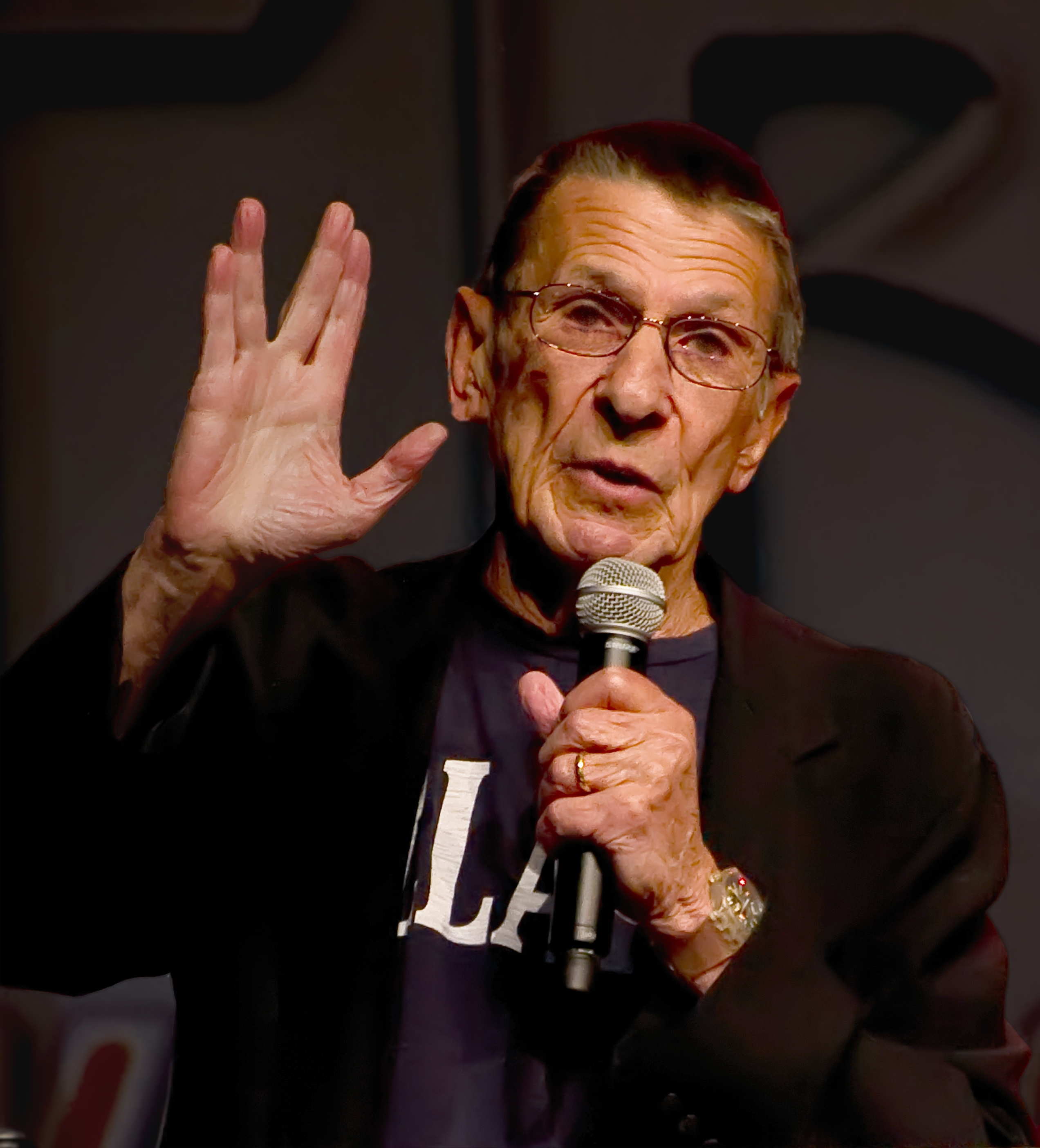
Leonard Nimoy demostrant la salutació de Vulcà a la Convenció Star Trek de Las Vegas el 2011
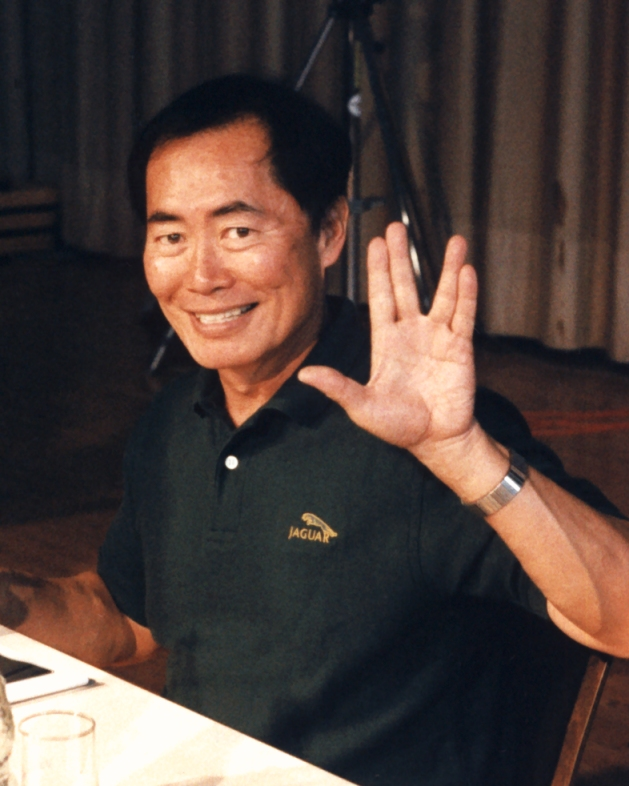
George Takei. L'oficial Hikaru Sulu fent la salutació
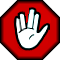
Salutació vulcaniana